# Hesseln
Hesseln ist ein Ortsteil der Stadt Halle (Westf.) im nordrhein-westfälischen Kreis Gütersloh. Die überwiegend ländliche Gegend liegt im Westen von Halle. Namensgebend ist der Fluss Hessel, der den Ort wenige Kilometer nach der Quelle durchfließt.

## Geschichte
Bis zur Franzosenzeit war Hesseln eine Bauerschaft in der Vogtei Halle im Amt Ravensberg der Grafschaft Ravensberg. Von 1807 bis 1810 gehörte Hesseln zum Kanton Halle des Königreichs Westphalen und von 1811 bis 1813 zum Kanton Werther im französischen Département der oberen Ems. 1816 kam die Gemeinde Hesseln zum Kreis Halle der preußischen Provinz Westfalen, in dem sie zum Amt Halle gehörte.
Hesseln wurde am 1. Januar 1973 durch das Bielefeld-Gesetz in die Stadt Halle (Westf.) eingemeindet.

### Einwohnerentwicklung
Nachfolgend dargestellt ist die Einwohnerentwicklung von Hesseln im jeweiligen Gebietsstand in der Zeit als selbständige Gemeinde im Kreis Halle (Westf.). In der Tabelle werden auch die Einwohnerzahlen von 1970 (Volkszählungsergebnis) und 1972 sowie des Ortsteils Hesseln (Angaben seit 2011) angegeben.

Bevölkerungsentwicklung in Hesseln
zwischen 1817 und 1965

| Jahr | Einwohner |
| ---- | --------- |
| 1799 | 0391      |
| 1817 | 0364      |
| 1900 | 0390      |
| 1939 | 0394      |
| 1946 | 0601      |
| 1961 | 0719      |
| 1965 | 0847      |
| 1970 | 1013      |
| 1972 | 1175      |
| 2011 | 1355      |
| 2019 | 1323      |
| 2022 | 1312      |

## Verkehr
Hesseln verfügt über einen Haltepunkt an der Bahnstrecke Osnabrück–Bielefeld, dem sogenannten „Haller Willem“, und hat einen Gebietsanteil am Naturschutzgebiet Ravensberg – Barenberg.